# Douglas Spain
Douglas Spain (ur. 15 kwietnia 1974 w Los Angeles w stanie Kalifornia) – amerykański aktor filmowy i telewizyjny, producent i reżyser.
Z zawodem aktora aktywnie związany od 1993 roku. W roku 1998 był nominowany do nagrody Independent Spirit w kategorii najlepszy debiutujący występ za rolę Carlosa Amado w filmie Mapa złudzeń (Star Maps, 1998), rok później nagrodzono go laurem Wschodzącej Gwiazdy podczas Marco Island Film Festival. Ponadto zagrał w filmach: Cheerleaderka (But I'm a Cheerleader, 1999), Krew niewinnych (Cherry Falls, 2000), What Cooking? (2000), Still Green (2007). W miniserialu Kompania braci (Band of Brothers, 2001) występował jako szeregowy Antonio C. Garcia.
Mieszka w rodzimym Los Angeles. Jest gejem. W 2012 r. napisał o tym publicznie na Facebooku, udzielił też wywiadu dla magazynu The Advocate.